# 7501 Farra
7501 Farra è un asteroide della fascia principale. Scoperto nel 1996, presenta un'orbita caratterizzata da un semiasse maggiore pari a 3,3371085 UA e da un'eccentricità di 0,1086976, inclinata di 1,55706° rispetto all'eclittica.
L'asteroide è dedicato alla località di Farra d'Isonzo, dove si trova il Circolo culturale astronomico autore della scoperta e tra i più prolifici scopritori di asteroidi.